# Rancate
Rancate é uma comuna da Suíça, no Cantão Tessino, com cerca de 1.397 habitantes. Estende-se por uma área de 2,24 km², de densidade populacional de 624 hab/km². Confina com as seguintes comunas: Besazio, Genestrerio, Ligornetto, Mendrisio, Riva San Vitale, Tremona.
A língua oficial nesta comuna é o Italiano.